# Ếch sông Johnston
Amietia johnstoni là một loài ếch thuộc họ Ranidae. Đây là loài đặc hữu của Malawi.
Môi trường sống tự nhiên của chúng là vùng núi ẩm nhiệt đới hoặc cận nhiệt đới, đồng cỏ nhiệt đới hoặc cận nhiệt đới vùng đất cao, và sông ngòi.
Chúng hiện đang bị đe dọa vì mất môi trường sống.